# Marija Gorica
Marija Gorica é uma vila e município da Croácia localizado no condado de Zagreb.

## Localidades

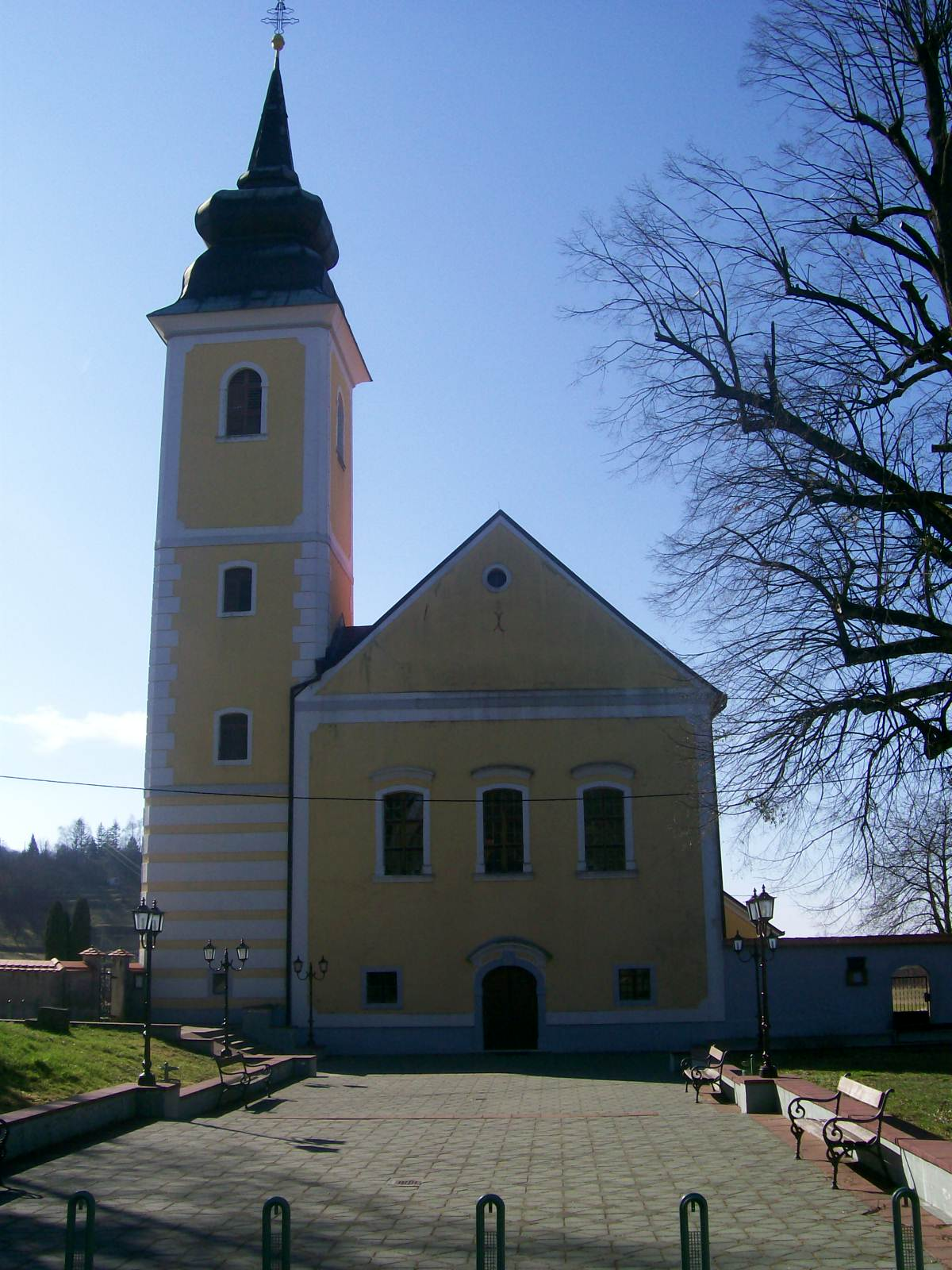
Igreja em Marija Gorica

O município de Marija Gorica é composto de 10 localidades: 
| - Bijela Gorica - Celine Goričke - Hrastina - Kraj Donji - Kraj Gornji - Križ Brdovečki - Marija Gorica - Oplaznik - Trstenik - Žlebec Gorički |